# اقیانوس‌نگاری فیزیکی

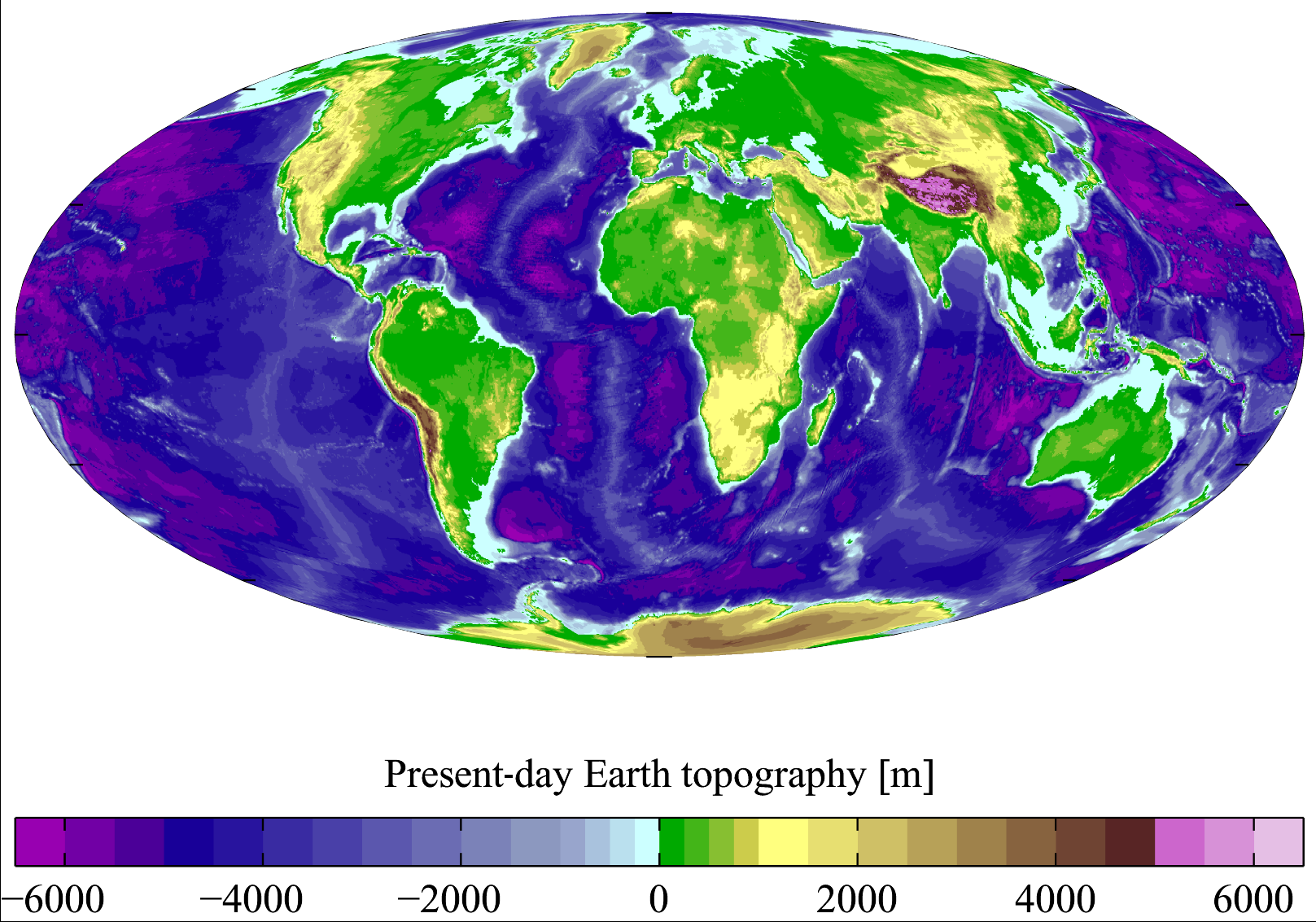
ژرفاسنجی اقیانوس‌های جهان

اقیانوس‌نگاری فیزیکی  یا اقیانوس‌شناسی فیزیکی (انگلیسی: Physical oceanography) مطالعه وضعیت فیزیکی اقیانوس‌ها و فرایندهای فیزیکی در آن‌ها به‌ویژه حرکات آب و ویژگی‌های فیزیکی آب‌های اقیانوسی است.
اقیانوس‌نگاری فیزیکی یکی از چندین زیرشاخه اقیانوس‌نگاری است. برخی دیگر از زیرشاخه‌های اقیانوس‌نگاری عبارتند از: زیست‌شناسی دریایی، اقیانوس‌نگاری شیمیایی و اقیانوس‌نگاری زمین‌شناسی.

## محیط فیزیکی

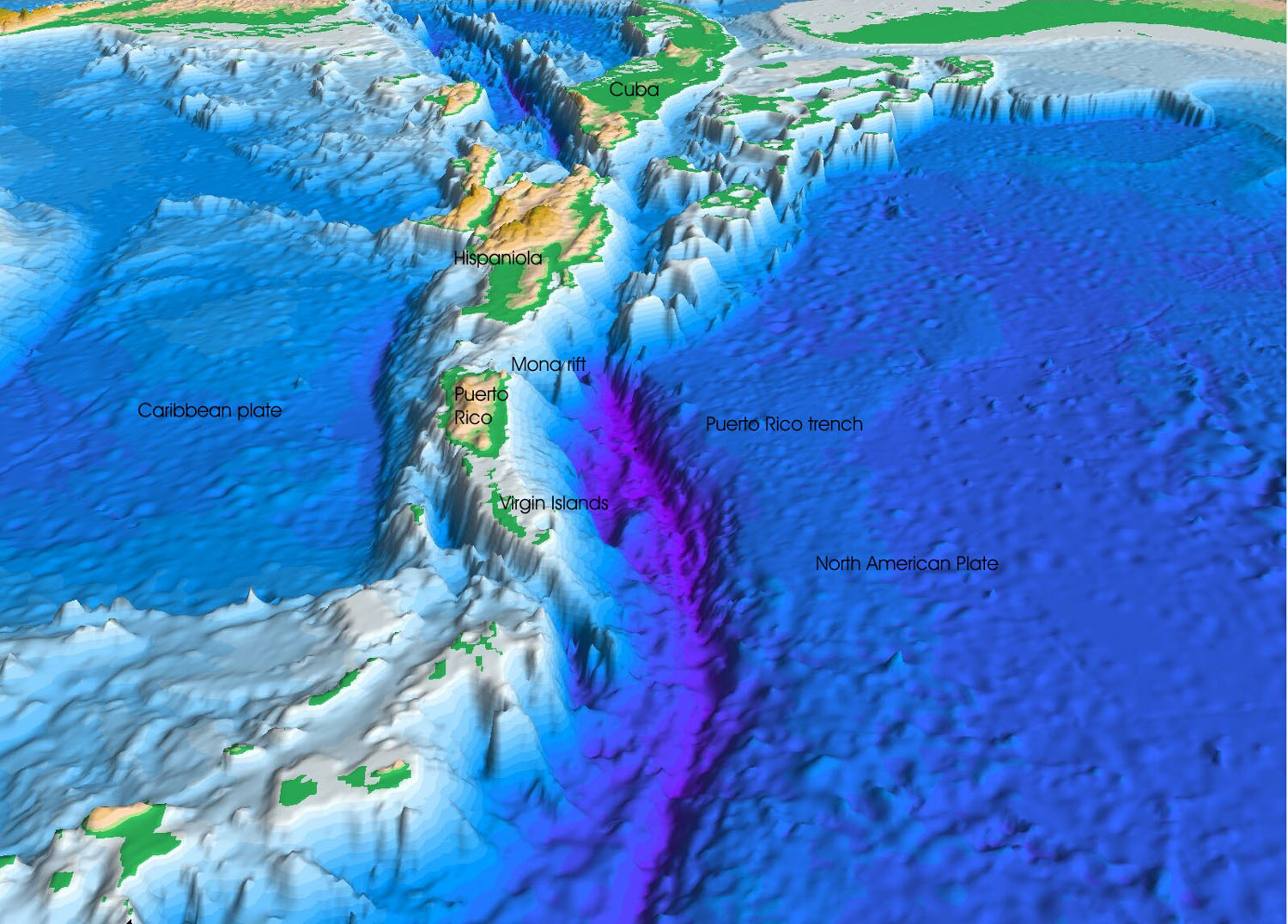
نمای پرسپکتیو از بستر اقیانوس اطلس و دریای کارائیب. درازگودال پورتوریکو با رنگ بنفش در مرکز تصویر نمایان است.

متیو فونتین موری اقیانوس‌شناس پیشرو در سال ۱۸۵۵ چنین گفت: «سرمایه سیاره ما دو اقیانوس است، یکی از آن‌ها مرئی و دیگری نامرئی. یکی زیر پاهای ما و دیگری بر فراز سر ما. یکی از آن‌ها سیاره ما را کاملاً در بر گرفته و دیگری حدود دو سوم سطح آن را پوشانیده است.»
نقش اساسی اقیانوس‌ها در شکل‌گیری زمین توسط بوم‌شناسان، زمین‌شناسان، هواشناسان، اقلیم‌شناسان، جغرافی‌دانان و سایر دانشمندان علاقه‌مند به دنیای طبیعی آشکار شده‌است. مطمئناً سیاره زمین بدون اقیانوس‌ها قابل تشخیص نخواهد بود.
حدود ۹۷٪ از آب‌های سطحی زمین در اقیانوس‌هاست که منبع بخش عمده بخار آب هستند که در اتمسفر فشرده شده و به صورت باران یا برف بر سطح قاره‌ها فرو می‌ریزد. ظرفیت گرمایی شگرف اقیانوس‌ها باعث تعدیل آب و هوای زمین و جذب انواع گازهای مؤثر در ترکیب جو می‌شود. تأثیر اقیانوس‌ها در ترکیب با پدیده‌هایی مانند سنگ‌های آتشفشانی موجود در سنگ‌های دگرگونی بستر دریا به علت بروز پدیده فرورانش توسط ماگما و گازهای آتشفشانی بیشتر می‌شود.
ژرفای اقیانوس‌ها بسیار بیشتر از ارتفاع قاره‌هاست. اندازه‌گیری ارتفاع از سطح دریا در سطح زمین نشان می‌دهد که میانگین ارتفاع خشکی‌های زمین فقط ۸۴۰ متر است، در حالی که میانگین ژرفای اقیانوس‌ها به ۳۸۰۰ متر می‌رسد.
| اقیانوس             | مساحت (میلیون km²) | حجم (میلیون km³) | میانگین ژرفا (متر) | بیشینه ژرفا (متر) |
| اقیانوس آرام        | ۱۶۵٫۲              | ۷۰۷٫۶            | ۴۲۸۲               | ۱۱۰۳۳-            |
| اقیانوس اطلس        | ۸۲٫۴               | ۳۲۳٫۶            | ۳۹۲۶               | ۸۶۰۵-             |
| اقیانوس هند         | ۷۳٫۴               | ۲۹۱٫۰            | ۳۹۶۳               | ۸۰۴۷-             |
| اقیانوس منجمد جنوبی | ۲۰٫۳               |                  |                    | ۷۲۳۵-             |
| اقیانوس منجمد شمالی | ۱۴٫۱               |                  | ۱۰۳۸               |                   |
| دریای کارائیب       | ۲٫۸                |                  |                    | ۷۶۸۶-             |

## دما، شوری و چگالی

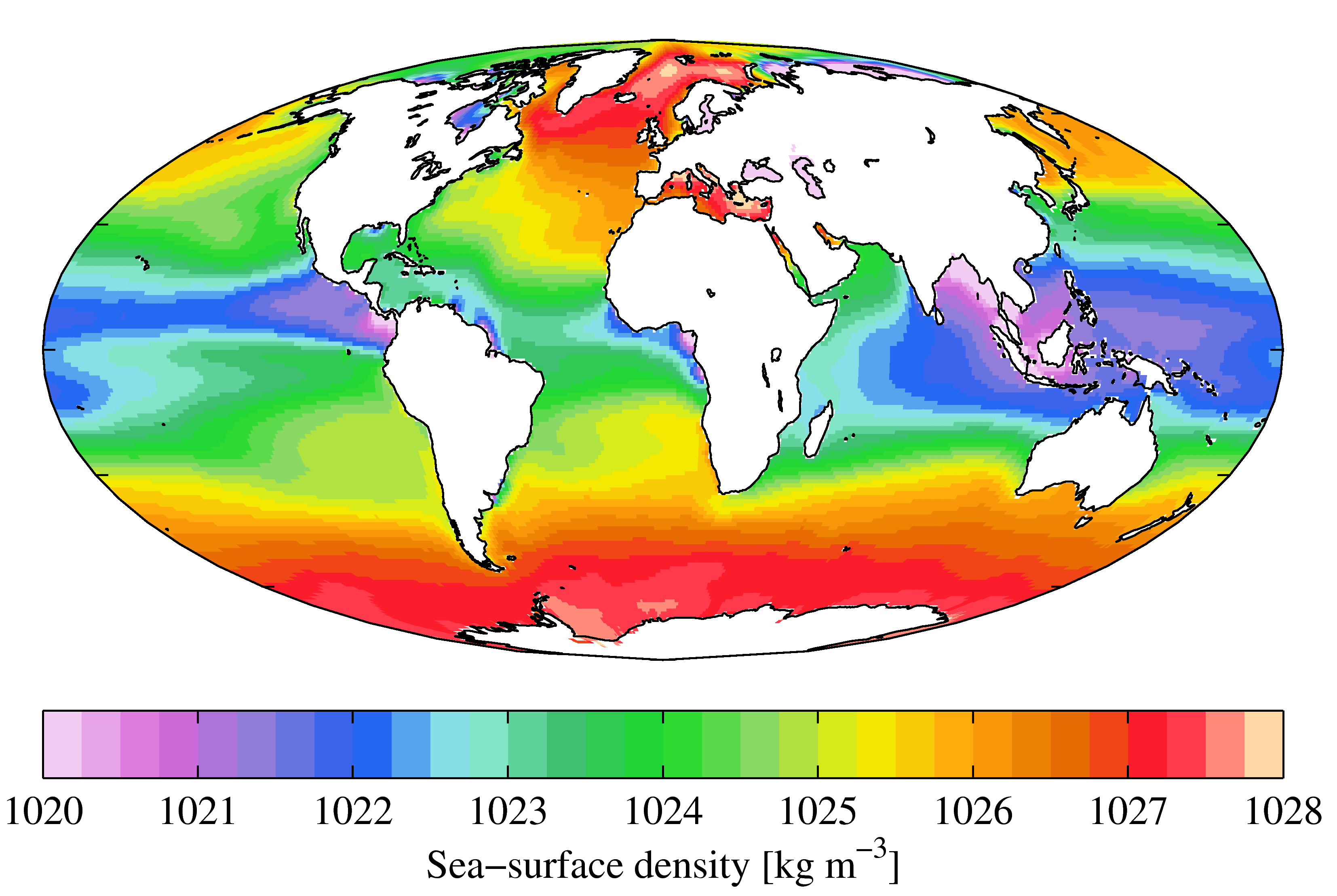
چگالی سطح اقیانوس‌های جهان

به دلیل این که حجم عمده اقیانوس‌ها شامل آب‌های عمیق است، میانگین دمای آب پایین است. دمای حدود ۷۵٪ حجم آب‌های اقیانوسی بین ۰ تا ۵ درجه سانتی‌گراد است. میزان شوری همین درصد از حجم اقیانوس‌ها بین ۳٫۴ تا ۳٫۵٪ است. با این وجود تفاوت‌های بسیاری در میزان دما و شوری آب وجود دارد، به‌طوری‌که دمای آب‌های سطحی ممکن است از زیر نقطه انجماد در نزدیکی قطب‌ها تا ۳۵ درجه سانتی‌گراد در دریاهای مناطق حاره متفاوت باشد. میزان شوری آب نیز ممکن است در مناطق مختلف از ۱٫۰ تا ۴ .۱ درصد تغییر نماید.
دمای اقیانوس‌ها به میزان زیادی وابسته به عرض جغرافیایی است.

## گردش آب‌های اقیانوسی
انرژی مورد نیاز برای گردش اقیانوسی و نیز گردش اتمسفری از تابش خورشید و نیروی گرانش ماه و خورشید فراهم می‌شود. میزان جذب سطحی نور خورشید با تغییر عرض جغرافیایی بسیار متغیر بوده و در نواحی استوایی بیشتر از مناطق قطبی است.